# ロバート・ギルピン
ロバート・ギルピン（Robert Gilpin、1930年7月2日 - 2018年6月20日）は、アメリカ合衆国の国際政治経済学者。プリンストン大学教授。
バーモント州バーリントン生まれ。バーモント大学卒業後、コーネル大学で修士号、カリフォルニア大学バークレー校より博士号取得。1962年からプリンストン大学で教える。覇権安定論で有名。

## 著作

### 単著
- France in the Age of the Scientific State, (Princeton University Press, 1968).
- U.S. Power and the Multinational Corporation: the Political Economy of Foreign Direct Investment, (Basic Books, 1975).

『多国籍企業没落論――アメリカの世紀は終わったか』（山崎清訳, ダイヤモンド社, 1977年）.
- War and Change in World Politics, (Cambridge University Press, 1981).

『覇権国の交代――戦争と変動の国際政治学』（納家政嗣監訳、徳川家広訳, 勁草書房, 2022年）
- The Political Economy of International Relations, (Princeton University Press, 1987).

『世界システムの政治経済学――国際関係の新段階』（佐藤誠三郎・竹内透監修、大蔵省世界システム研究会訳, 東洋経済新報社, 1990年）
- The Challenge of Global Capitalism: the World Economy in the 21st Century, (Princeton University Press, 2000).

『グローバル資本主義――危機か繁栄か』（古城佳子訳, 東洋経済新報社, 2001年）
- Global Political Economy: Understanding the International Economic Order, (Princeton University Press, 2001).